# Ďubákovo
Ďubákovo este o comună slovacă, aflată în districtul Poltár din regiunea Banská Bystrica. Localitatea se află la altitudinea de 820 m deasupra n.m., se întinde pe o suprafață de 6,39 km2 și în 2017 număra 82 de locuitori.

## Demografie
| An:                | 1994 | 2004   | 2014    | 2024 |
| ------------------ | ---- | ------ | ------- | ---- |
| Număr de persoane: | 126  | 116    | 84      | 84   |
| Diferență:         |      | −7,93% | −27,58% | +0%  |

| An:                | 2023 | 2024 |
| ------------------ | ---- | ---- |
| Număr de persoane: | 75   | 84   |
| Diferență:         |      | +12% |